# VA-104
Il VA-104 fu uno squadrone d'attacco della Marina degli Stati Uniti. Venne istituito come Fighter Squadron VF-104 il 1º maggio 1952, e ribattezzato VA-104 nel dicembre 1953. Lo squadrone è stato sciolto il 31 marzo 1959. Il suo soprannome era "Hell's Archers".

## Eventi significativi
- Novembre 1956: durante la guerra di Suez lo squadrone operò dalla USS Coral Sea (CVA-43) al largo delle coste dell'Egitto. Ha fornito supporto aereo per l'evacuazione di americani e cittadini stranieri da quel paese.
- Luglio 1958: lo squadrone operava dalla USS Forrestal (CVA-59) nell'Atlantico orientale, pronto ad entrare nel Mediterraneo se necessario per lo sbarco dei marines statunitensi a Beirut, in Libano.

## Assegnazione di aeromobili
Lo squadrone ha ricevuto per la prima volta i seguenti aerei nelle date indicate:
- FG-1D Corsair – Maggio 1952
- F4U-5 Corsair – Dicembre 1952
- AD-6 Skyraider – 6 Gennaio 1954